# Война Чёрного Ястреба (1865–1872)
Война Чёрного Ястреба (англ. Black Hawk War) — серия вооружённых конфликтов, происходивших с 1865-го по 1872 год между американскими поселенцами, среди которых преобладали мормоны, и индейскими племенами в основном в центральной и южной частях Территории Юта, а также в соседних районах Четырёх Углов. Война получила название в честь вождя ютов Чёрного Ястреба. 
После окончания войны мормоны смогли расширить свои поселения, не опасаясь противодействия ютов и южных пайютов, которых правительство США переселило в резервации.